# Tsuyaka Uchino
Tsuyaka Uchino (内野艶和?, Uchino Tsuyaka; 13 gennaio 2002) è una pistard giapponese, medaglia di bronzo nella corsa a punti ai Mondiali 2023.

## Palmarès
- 2019 (Juniores)

Campionati del mondo, Corsa a punti Junior
- 2021

Campionati giapponesi, Americana (con Nao Suzuki)
Campionati giapponesi, Corsa a punti

## Piazzamenti

### Competizioni mondiali
- Campionati del mondo su pista

Francoforte sull'Oder 2019 - Scratch Junior: 4ª
Francoforte sull'Oder 2019 - Omnium Junior: 10ª
Francoforte sull'Oder 2019 - Corsa a punti Junior: vincitrice
Saint-Quentin-en-Yvelines 2022 - Americana: ritirata
Saint-Quentin-en-Yvelines 2022 - Corsa a punti: 13ª
Glasgow 2023 - Scratch: 6ª
Glasgow 2023 - Inseguimento a squadre: 11ª
Glasgow 2023 - Americana: 8ª
Glasgow 2023 - Corsa a punti: 3ª